# Hilda Bondyová
Hilda (též Hildegarda) Bondyová, rozená Bergmannová (8. července 1887 Pardubice – 24. října 1942 Koncentrační tábor Mauthausen) byla manželka židovského lékaře Alexandra Bondyho, nacisty považovaná za podporovatelku parašutistů výsadku Anthropoid, protože její snacha Lydie Bondyová byla původní majitelkou jízdního kola, které použil Jozef Gabčík při útoku na R. Heydricha.

## Život
Hilda Bondyová se narodila do židovské rodiny Adolfa Bergmanna a Anny Bergmannové, rozené Munkové. Byla nejstarší ze čtyř sourozenců, po ní se narodili tři její bratři: Quido (* 1889), Leo (* 1893) a Zdenko (* 1895).
Hildin bratr Leo Bergmann padl v první světové válce. Bratr Quido byl ženatý s Bertou Herschmann (zemřela v roce 1934), se kterou měl syny Karla (* 1921) a Adolfa (* 1924). Syna Adolfa poslal v říjnu 1939 vlakem do Dánska (v rámci organizovaného transportu českých židovských dětí do Dánska), čímž mu zachránil život. Sám Quido byl 26. října 1941 transportován do Lodže, a v roce 1942 do Osvětimi, kde zahynul. Quidův syn Karel byl 5. května 1942 transportován do Mauthausenu a tam 18. května 1942 zavražděn.
Hilda se dne 10. listopadu 1908 provdala za židovského lékaře-gynekologa Alexandra Bondyho (* 3. října 1874 v Praze). Narodili se jim dva synové: Jiří Bondy (* 2. dubna 1910 v Praze) a Karel Bondy (1914–1941), kteří stejně jako jejich otec studovali medicínu.
Před 2. světovou válkou bydlela rodina Bondyových v Josefovské ulici 37/9 v Praze (dnes Široká 37/7, Praha 1 - Josefov), kde Alexander Bondy též ordinoval. Když mu bylo jako Židovi znemožněno mít vlastní ordinaci, vykonával po přestěhování v roce 1939 svoji praxi v bytě v ulici Elišky Krásnohorské 10/2, poblíž Staroměstského náměstí. V tomto bytě bydlel kromě manželů Bondyových i jejich syn MUDr. Jiří Bondy s manželkou, zdravotní sestrou Lydií Bondyovou, rozenou Holznerovou (nar. 3. září 1921 Teplice-Šanov). Lydie se s rodinou po Mnichovské dohodě přistěhovala do Prahy z Teplic, odkud si přivezla svoje dámské jízdní kolo a jezdila na něm do práce. Do bytu se později přistěhovala i Lydiina matka Frieda Holznerová poté, co musela opustit svůj původní byt.

## Příběh kola

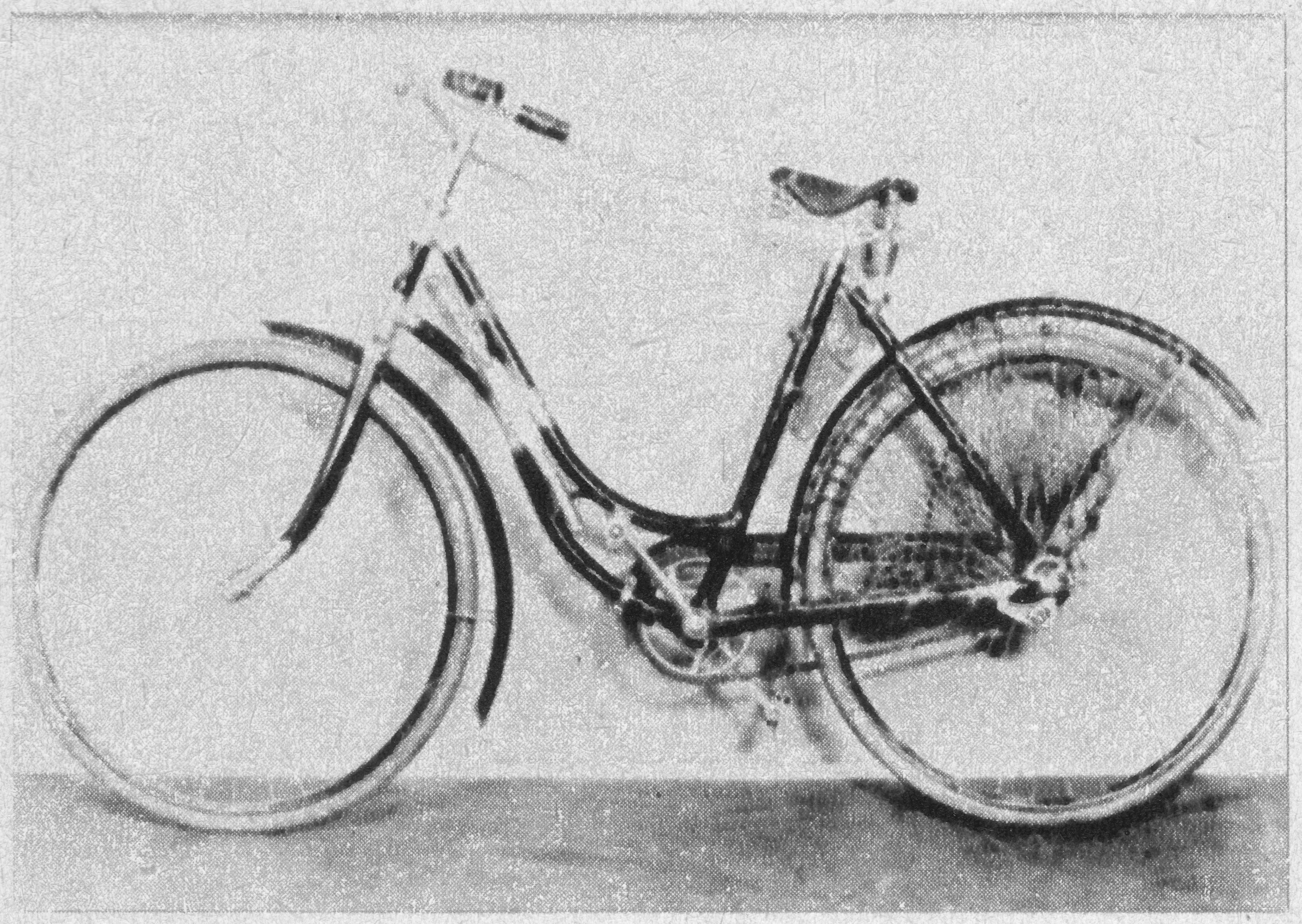
Kolo Lydie Bondyové

Protižidovská opatření zakazovala Židům vlastnit dopravní prostředky a tedy i jízdní kola, a proto snacha Hildy Bondyové, Lydie Bondyová, darovala svůj bicykl kolegyni, zdravotní sestře Marii Šebestové (nar. 31. října 1908), která pro něj ale neměla využití. Kolo tedy přenechala svojí sestře Barboře Kuthanové (nar. 4. února 1904), ale ta jí ho ze stejného důvodu vrátila zpět. Před Vánoci roku 1941 nabídla Lydie kolo Vlastimilu Moravcovi, s jehož rodinou se dobře znala. Od Vlastimila Moravce se bicykl dostal k Jozefu Gabčíkovi, který ho zanechal na místě útoku na Reinharda Heydricha. Tak se kolo dostalo do rukou německých vyšetřovatelů a bylo vystaveno ve výkladní skříni Baťova obchodu na Václavském náměstí. I přes slibovanou finanční odměnu se žádná z předchozích majitelek kola nepřihlásila.

## Zatčení, smrt
Zrada parašutisty Karla Čurdy a následné intenzivní vyšetřování dovedly nakonec gestapo k postupnému odhalení sítě podporovatelů parašutistů. Snacha Hildy Bondyové coby původní majitelka kola byla zatčena, protože nic neohlásila. S ní byla zatčena i její matka Frieda Holznerová, dále pak Hildin syn Jiří Bondy, manžel Alexander Bondy a její bratr Zdenko (Zdeněk) Bergmann. Gestapu neunikly ani Marie Šebestová s manželem Karlem Šebestou (nar. 25. října 1898) a Barbora Kuthanová s manželem Antonínem Kuthanem (nar. 7. června 1896).
Z policejní vazby v Praze byli všichni převezeni do Malé pevnosti Terezín, kde byl 21. července 1942 Hildin syn Jiří Bondy utýrán k smrti. Hilda Bondyová a ostatní členové rodiny, Šebestovi a Kuthanovi byli deportování 22. října 1942 do koncentračního tábora Mauthausen a zde 24. října zastřeleni při fingované zdravotní prohlídce společně s desítkami dalších českých odbojářů a jejich rodinných příslušníků. Děti Kuthanových Antonín (nar. 1929) a Libuše (nar. 1934) skončily v internačních táborech Jenerálka, poté Svatobořice a Planá nad Lužnicí, kde se dočkaly konce války.

## Synovec Adolf
Hildin synovec Adolf (celým jménem Adolf Ozer ben Aharon Bergmann), zvaný Dasha, kterého jeho otec (Hildin bratr Quido) v roce 1939 poslal záchranným transportem do Dánska, válku přežil. V roce 1943 uprchl z nacisty obsazeného Dánska do Švédska. V letech 1944 až 1945 sloužil jako dobrovolník ve Svobodné československé armádě ve Velké Británii a Francii, později byl vyznamenán Československým válečným křížem. Po válce vystudoval mlékárenskou technologii na Zemědělské univerzitě v Dánsku. S manželkou a čtyřmi dětmi žil v Kodani. Zemřel v Dánsku v roce 2001 ve věku 76 let.

## Připomínka
- Její jméno (Bondyová Hilda roz. Bergmannová *8. 6. 1887), jméno manžela (Bondy Alexander MUDr. *3. 10. 1874), jméno snachy (Bondyová Lydie roz. Holznerová *3. 9. 1921), jméno matky její snachy (Holznerová Sára Frida roz. Grünhutová *24. 5. 1898) a jméno bratra (Bergmann Zdeněk *25. 8. 1895) jsou uvedena na pomníku při pravoslavném chrámu svatého Cyrila a Metoděje (adresa: Praha 2, Resslova 9a). Pomník byl odhalen 26. ledna 2011 a je součástí Národního památníku obětí heydrichiády.[18][19]
- Pamětní deska věnována příslušníkům rodin Bergmannových, Bondyových a Holznerových se nachází na domě v ulici Elišky Krásnohorské 10/2 v Praze 1. Na desce je nápis: "V tomto domě žili obětaví členové odboje Hilda BONDYOVÁ, MUDr. Alexander BONDY, Lydie BONDYOVÁ, MUDr. Jiří BONDY, Frieda HOLZNEROVÁ a Zdenko BERGMANN. Podpořili splnění úkolu výsadku ANTHROPOID. Zavražděni 22.7.1942 v Terezíně a 24.10.1942 v KT Mauthausen."[20]
- Na Novém židovském hřbitově na Olšanech se nachází kenotaf Hildy Bondyové a dalších rodinných příslušníků. Na desce je nápis: "IN MEMORIAM / Oběti Heydrichyády / ZDENKO BERGMANN / HILDA BERGAMANN-BONDY / ALEXANDER BONDY / JIŘÍ BONDY / LYDIA HOLZNER-BONDY."[7]
- V červnu 2025 byl Hildě Bondyové odhalen kámen zmizelých na chodníku před domem na adrese Široká 37/7, Praha 1 - Josefov.[21][22] Kamen zmizelých věnovaný jejímu bratru Zdenkovi Bergmannovi se nachází na chodníku na adrese Lucemburská 1876/44, Praha 3 - Žižkov[23] a dva kameny připomínající jejího bratra Quida Bergmanna a synovce Karla Bergmanna se nacházejí na adrese Záhořanského 1644/3, Praha 2 - Nové Město.[4]

## Galerie

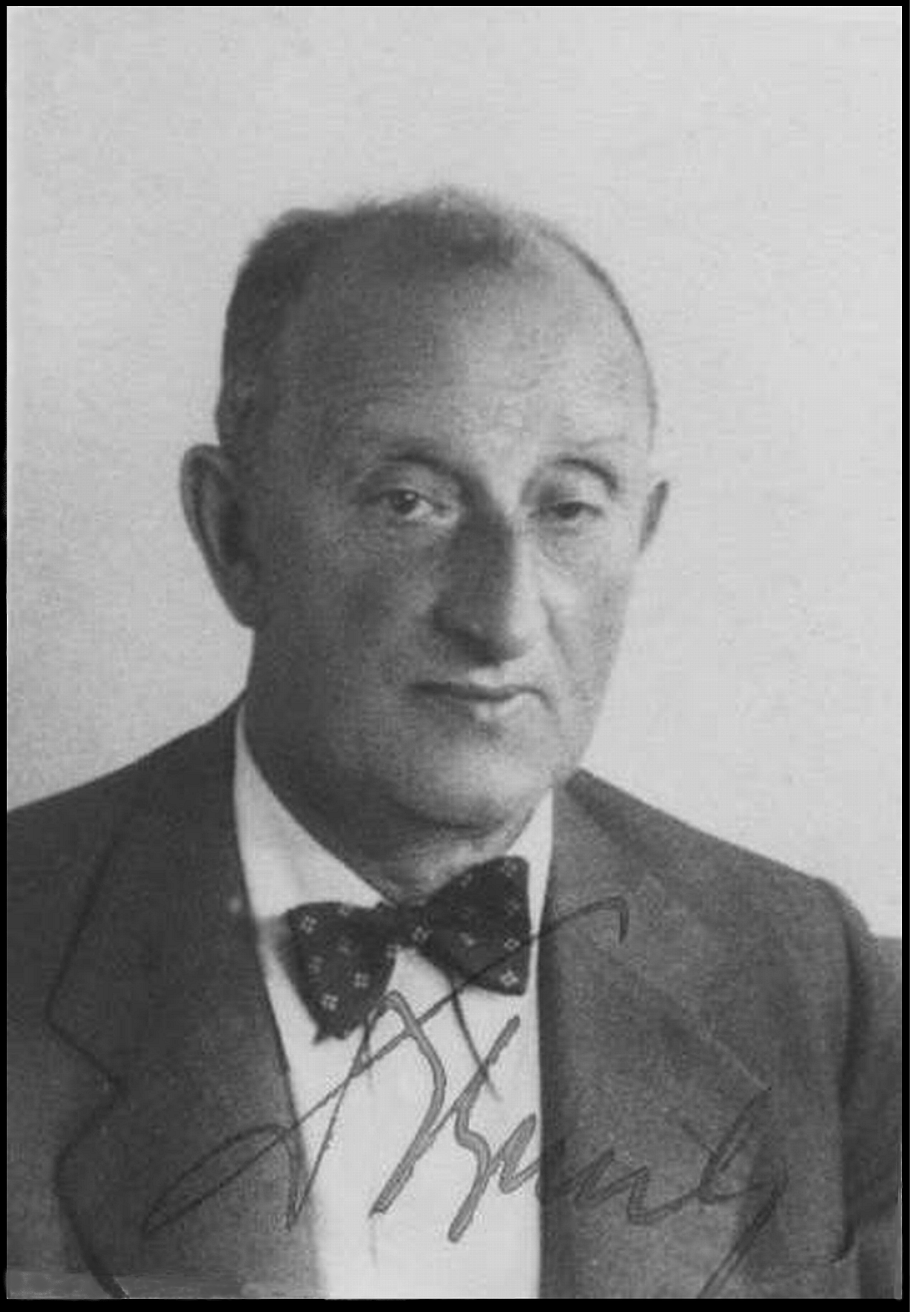
Manžel Alexander Bondy
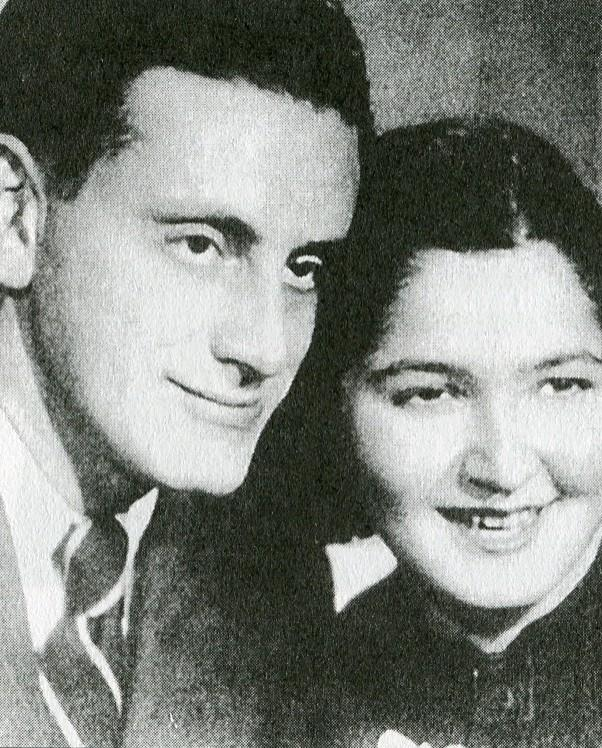
Syn Jiří Bondy s manželkou Lydií Bondyovou
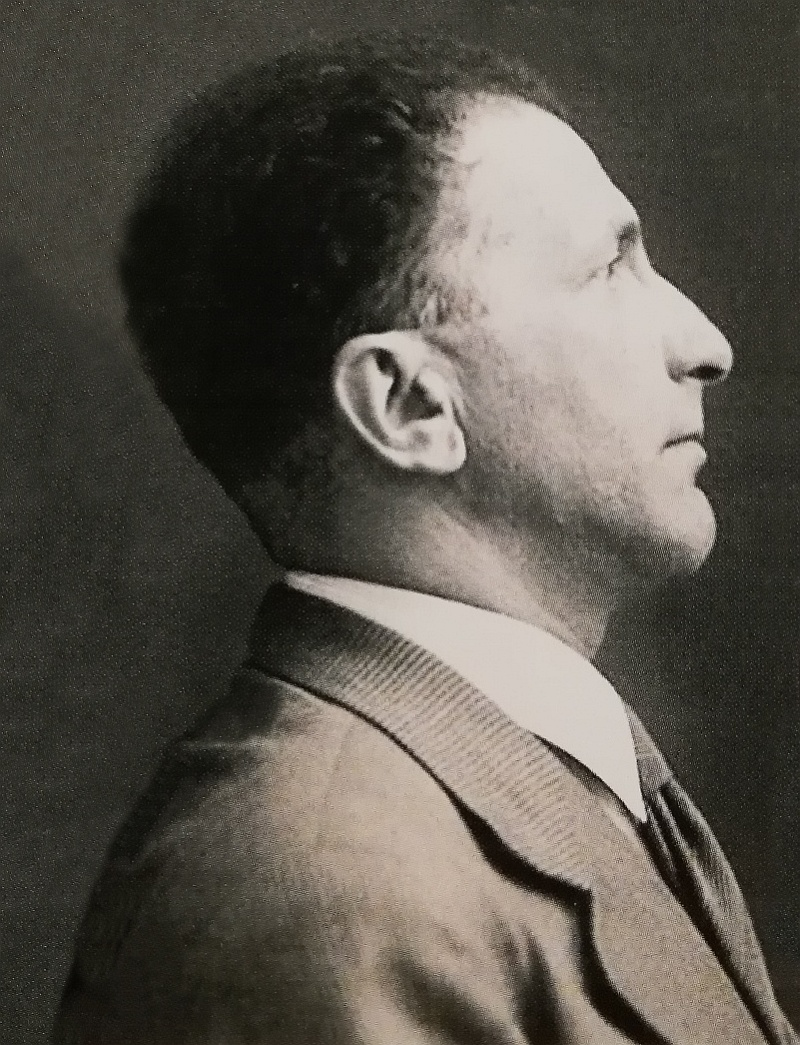
Bratr Zdenko Bergmann
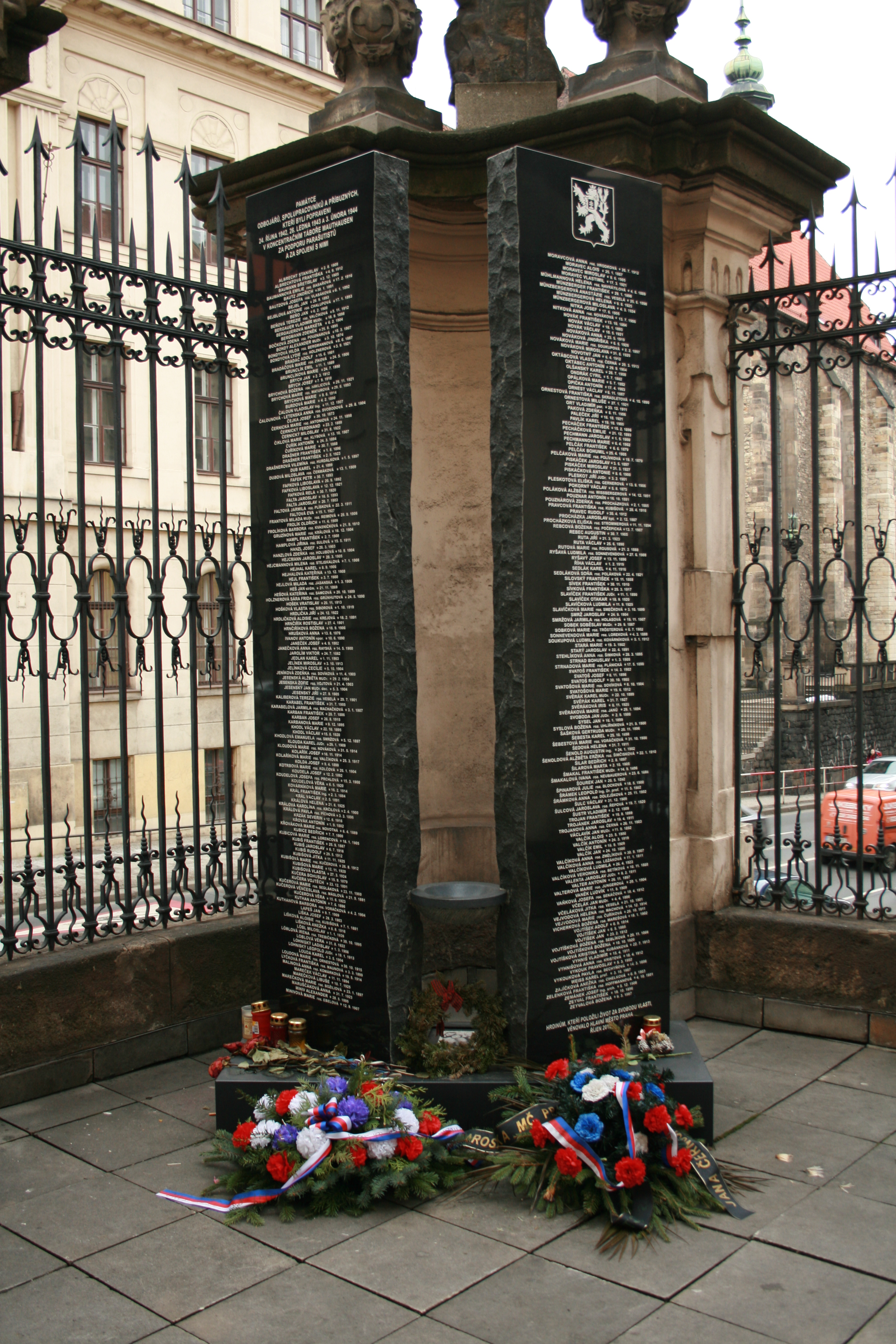
Pomník spolupracovníků parašutistů a jejich rodinných příslušníků na terase kostela sv. Cyrila a Metoděje v Resslově ulici v Praze
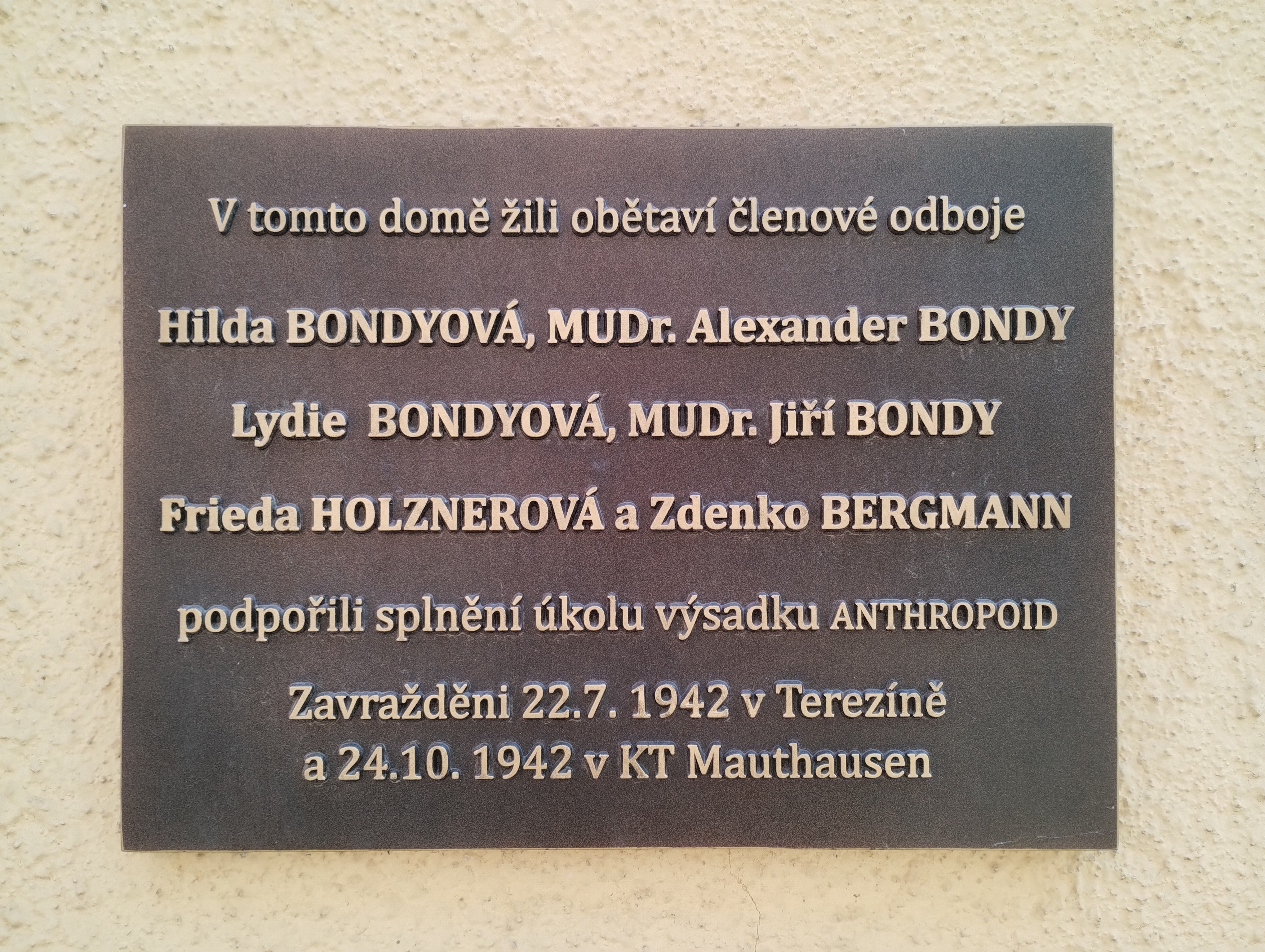
Pamětní deska na domě v ulici Elišky Krásnohorské v Praze 1, kde Bondyovi bydleli po přestěhování
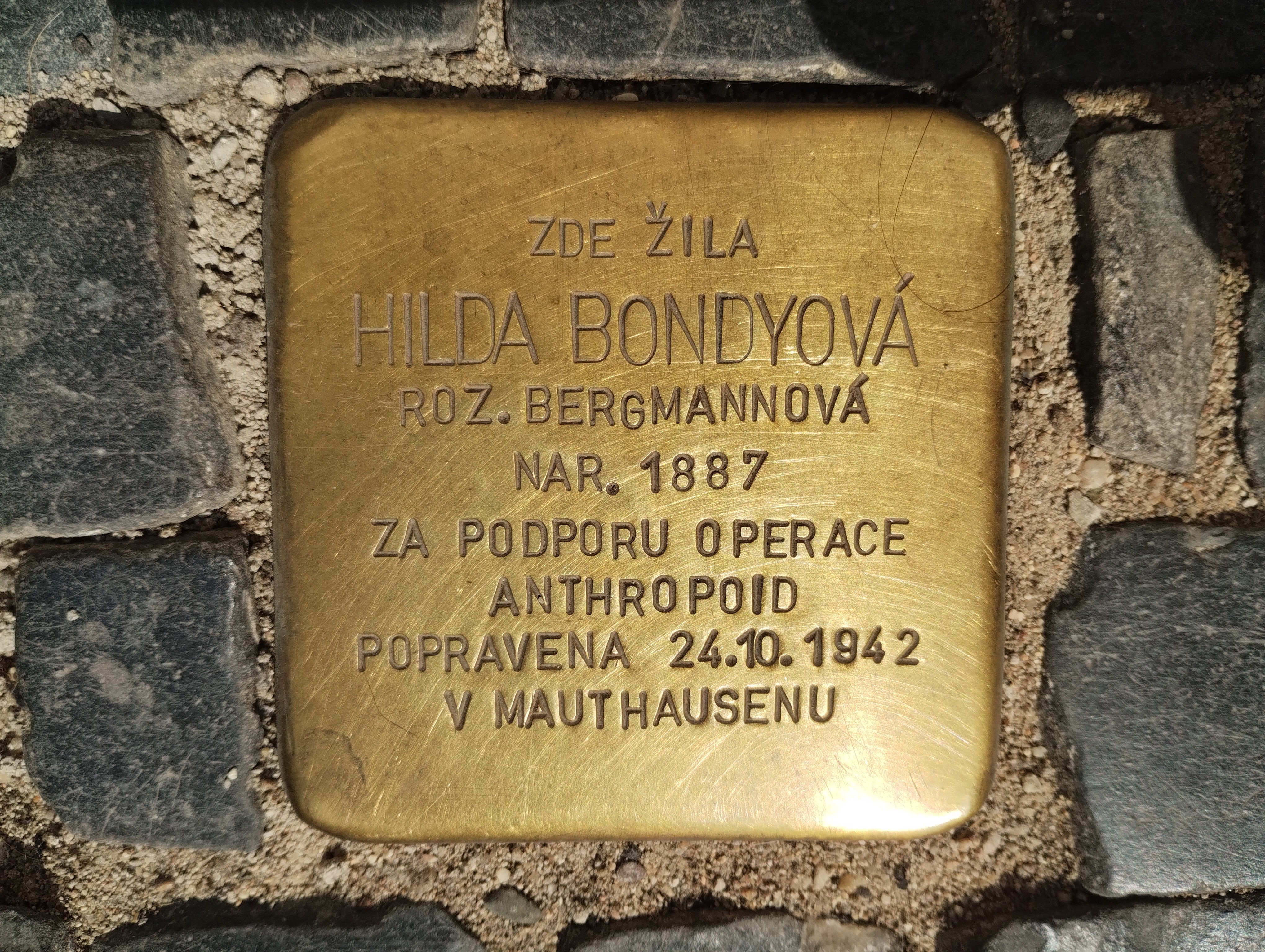
Kamen zmizelých věnovaný Hildě Bondyové v Široké ulici v Praze 1
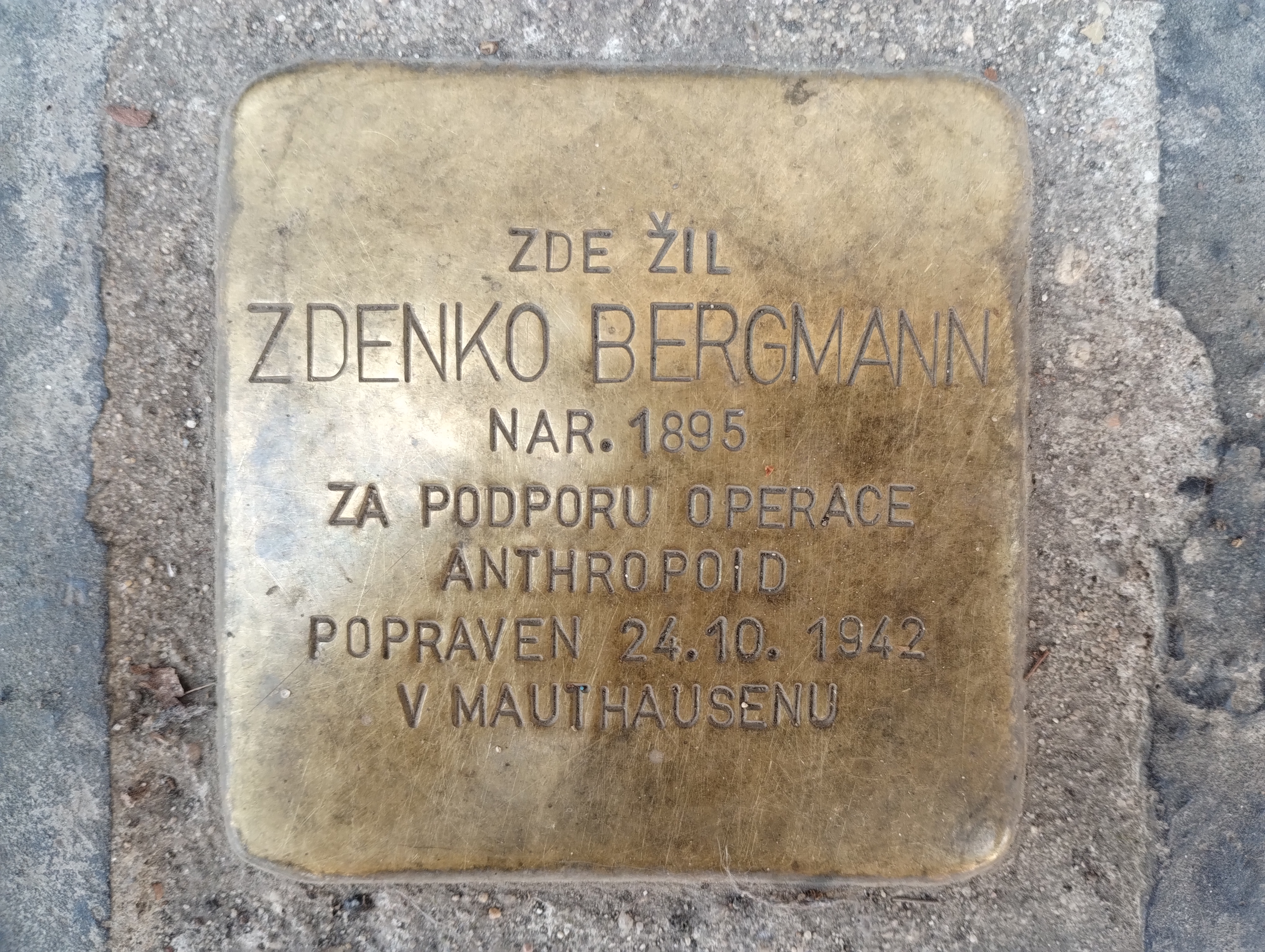
Kamen zmizelých věnovaný Hildině bratru Zdenku Bergmannovi v Lucemburské ulici v Praze 3
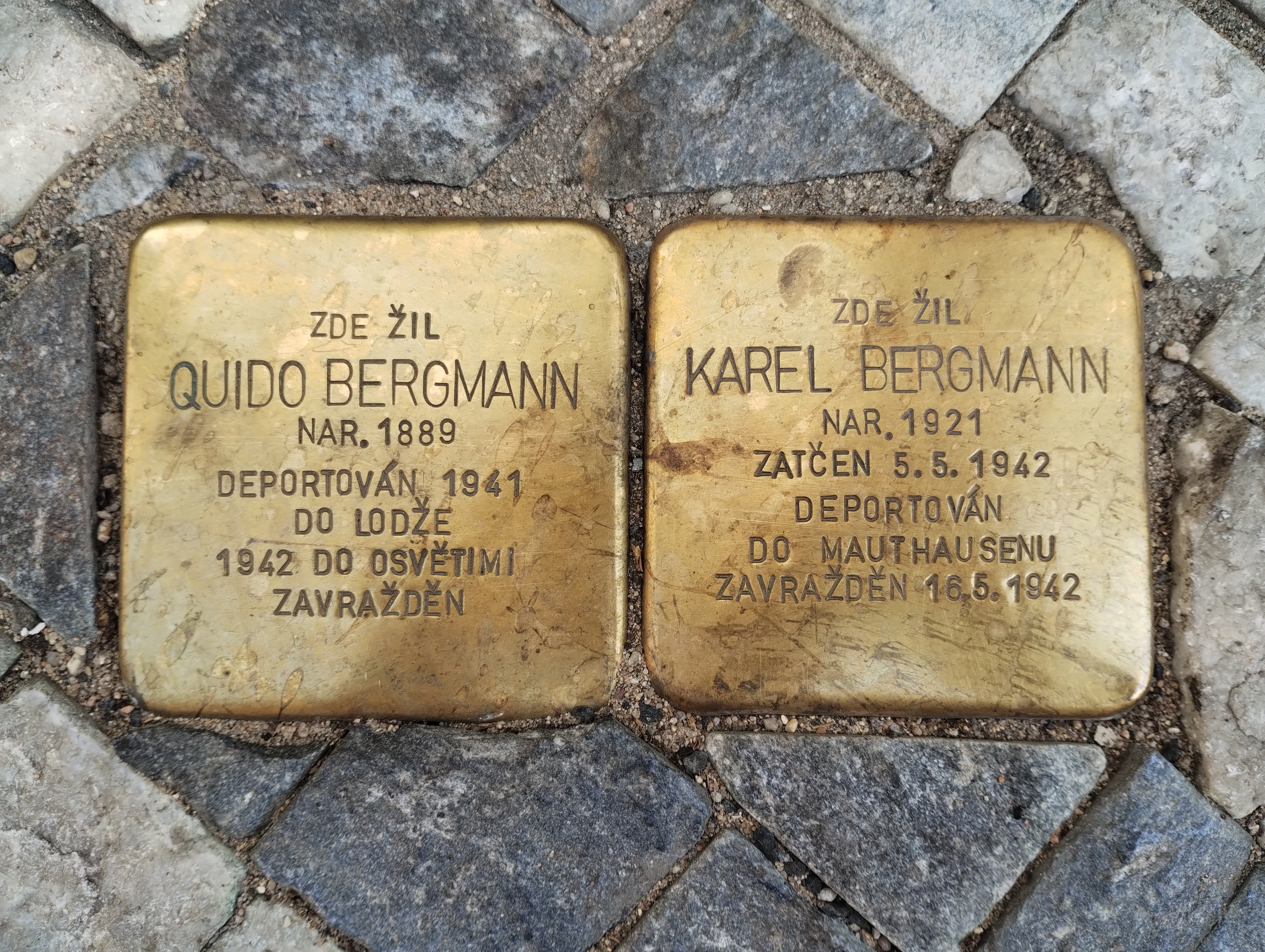
Kameny zmizelých věnované Hildině bratru Quidu Bergmannovi a synovci Karlu Bergmannovi v ulici Záhořanského, Praha 3
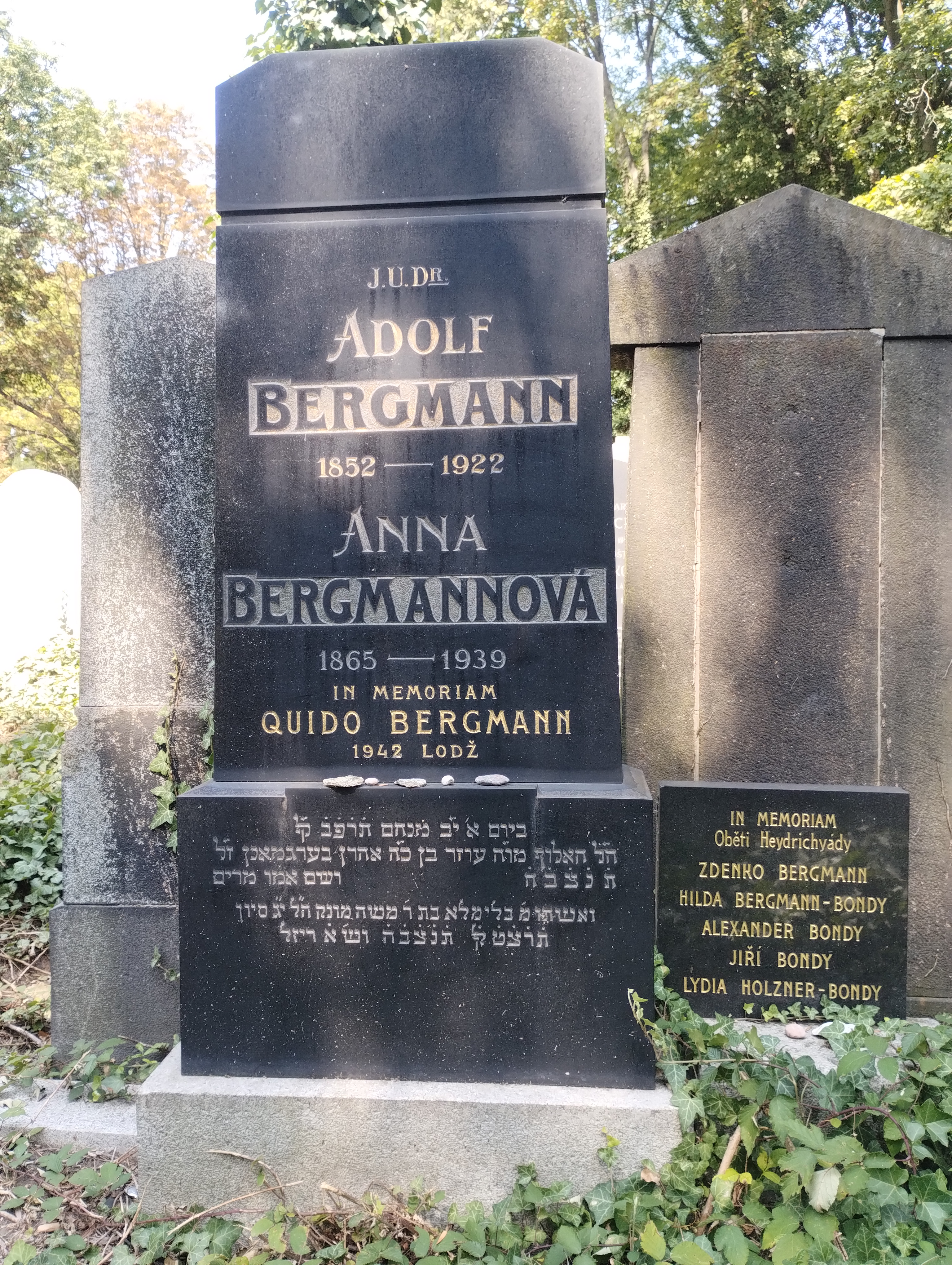
Hrob a kenotaf rodiny Bergmannovy a Bondyovy na Novém židovském hřbitově na Olšanech, Praha 3
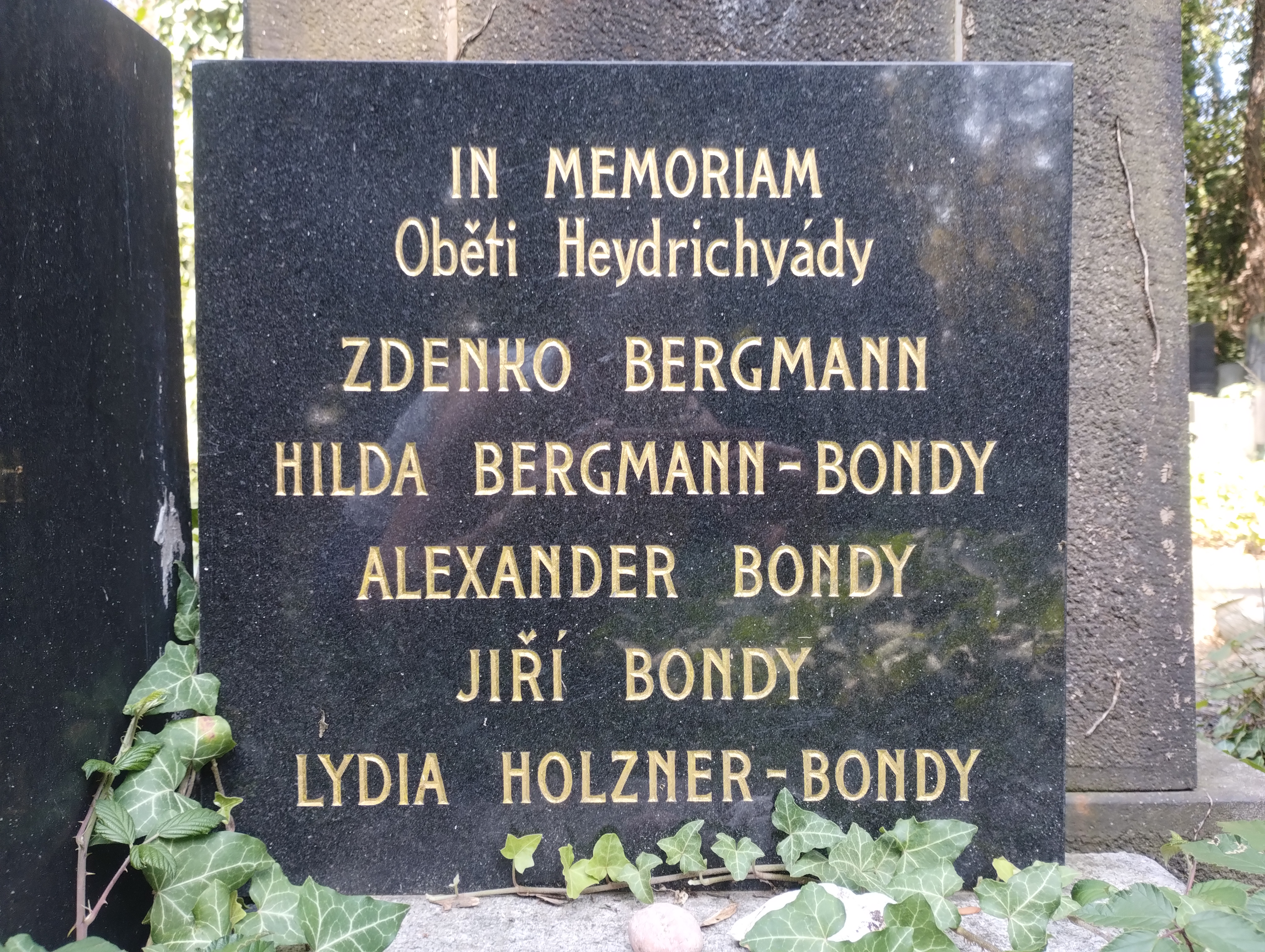
Kenotaf rodiny Bergmannovy a Bondyovy na Novém židovském hřbitově na Olšanech, Praha 3